# Taurus (GED)
Taurus est le premier logiciel de gestion électronique des documents (GED) déployé en 1995 par la société D.C.I., dirigée par Jacques Guérin. Ce logiciel a été créé sous Windows, ce qui était novateur à une époque où la majorité des logiciels d'entreprise étaient encore développés sous MS-DOS. 

## Création
Un appel d'offres avait été lancé en 1992 par la Mairie de Bordeaux pour la numérisation de 700 000 actes d'état-civil, leur archivage et leur consultation en ligne. Cinq sociétés ont fait des propositions répondant au cahier des charges et l'offre retenue fut celle de la société D.C.I avec le logiciel Acte +, renommé Taurus après deux ans et demi d'études et de numérisation et sa mise en service en septembre 1994. Le total de ces opérations a été évalué à 3,5 millions de francs, ce qui équivaut à 533 572 euros.
En 1998, après avoir modifié la première version de Taurus, la société D.C.I a offert une version plus performante du logiciel en y intégrant notamment la capacité de gérer des images.

## Utilité
Jacques Guérin a indiqué que le logiciel Taurus a été installé sur 600 sites différents. Cette GED a été mise au point dans le but d'équiper les grandes entreprises, administrations, grandes mairies telles que Lille ou Bordeaux ainsi que le CID de l'armée de terre. À la Mairie de Bordeaux, le logiciel a permis d'améliorer l'efficacité ainsi que la rapidité lors d'une recherche de documents dans l'état-civil. Une fois numérisés grâce à une caméra, les documents sont stockés dans un système à base de disques magnétiques en grappe et d'un PC d'une capacité de stockage de 22 giga-octets. L'usine Solvay a quant à elle choisi Taurus car il était facilement adaptable pour l'utilisateur et pouvait gérer une quantité importante de documents.